# Variazioni per pianoforte e orchestra su "Là ci darem la mano" (Chopin)
Le variazioni per pianoforte e orchestra su "Là ci darem la mano" in Si bemolle maggiore op. 2 di Fryderyk Chopin sono state composte nel 1827 su un tema dal Don Giovanni di Mozart.

## Storia
Chopin compose le Variazioni nell'estate del 1827 e nell'inverno tra il 1827 e il 1828 le trascrisse in bella copia con l'intenzione di farle pubblicare; le inviò infatti a un editore di Lipsia ritenendo il suo lavoro abbastanza importante per essere accettato da una casa editrice straniera, certamente con più possibilità dei piccoli editori locali
Occorse comunque più di un anno prima che il lavoro venisse considerato; lo stesso Chopin suonò le Variazioni in due concerti, l'11 e il 18 agosto 1829, al Kärntnertor Theater di Vienna in prima esecuzione. Il successo fu grande, sia di pubblico sia di critica; ed è a proposito di questa composizione che, due anni dopo, Robert Schumann, allora ventunenne e critico dell'Allgemeine musikalische Zeitung di Lipsia, pronunciò il suo celebre giudizio: «Giù il cappello, signori, un genio!... Un'opera 2! Chopin, non ho mai udito questo nome, ad ogni modo è un genio»

## Struttura e analisi
Il brano è composto da un'introduzione, cinque variazioni e un finale. L'orchestra interviene, quasi come un ritornello, tra una variazione e l'altra.
- Introduzione. Largo
- Tema. Allegretto
- Variazione I. Brillante
- Variazione II. Veloce, ma accuratamente
- Variazione III. Sempre sostenuto
- Variazione IV. Con bravura
- Variazione V. Adagio (Si bemolle minore)
- Alla Polacca

Le Variazioni sono un'opera giovanile, composte da Chopin ad appena 17 anni e come tale sono state in seguito considerate dalla maggior parte dei critici; pur affermando che non sono al livello delle Variazioni su un tema di Paganini di Brahms, i più ammettono comunque che risultano superiori alla grande maggioranza di Variazioni che venivano scritte all'epoca, persino alla Fantasia su un tema di Mozart che Franz Liszt scrisse sempre sullo stesso brano.
Nell'Introduzione il tema mozartiano viene inizialmente esposto, alzato di mezzo tono dall'originale in La maggiore, poi rielaborato come una fantasia. La prima variazione fu giudicata da Schumann «un po' signorile e civettuola». Proposta con l'indicazione Brillante è impostata in modo totalmente nuovo ed espone il tema che è leggermente mutato, ma pieno di slancio e ben individuato; la melodia è affidata alle dita meno forti, mentre alle altre la continua sequenza di terzine di semicrome. La seconda variazione, Veloce, ma accuratamente, è più tradizionale; il tema viene elaborato in una serie di biscrome eseguite all'unisono alla distanza di un'ottava che devono essere suonate sì velocemente, ma senza eccessi, per non perdere di chiarezza e fluidità. La parte orchestrale è relegata a un semplice pizzicato. Per la terza variazione, Sempre sostenuto, l'usanza tradizionale predilige sia affidata alla mano sinistra che qui affronta una serie di biscrome piuttosto complessa; alla mano destra è assegnata la melodia che è molto poco elaborata. La quarta è di diversa impostazione, «ardita e sfrontata», ha infatti le caratteristiche di uno Studio; richiede un'esecuzione in staccato e spostamenti velocissimi delle mani per cambio di notevoli intervalli; è certamente un pezzo che richiede un gran virtuosismo come segnato dall'indicazione Con bravura. La quinta variazione, Adagio, è in tonalità minore e il tema viene solo a tratti esposto, come accennato fra ampi spazi lasciati alle cadenze. È un brano romantico in cui l'autore infonde tutta la sua sensibilità e al tempo stesso la sua forza. L'ultimo brano è al ritmo di Polacca, piuttosto moderato, costantemente scritto in terzine che danno alla composizione un aspetto spigliato, ma elgante al tempo stesso. Il tema viene solo accennato ed è frantumanto in una serie continua di figurazioni, ricami e ornamentazioni.
L'accompagnamento orchestrale delle Variazioni è sempre marginale, relegato per lo più all'intervento del quartetto d'archi, tanto da poter essere anche eliminato come aveva previsto lo stesso Chopin nel manoscritto autografo della partitura.

## Organico
Pianoforte solista. Orchestra composta da due flauti, due oboi, due clarinetti, due fagotti, due corni, timpani, archi.